# Département de Tlemcen

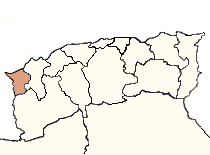
Localisation du département de Tlemcen, créé par la réforme de 1956

Le département de Tlemcen fut un département français d'Algérie entre 1957 et 1962, avec pour code 9M.
Considérée depuis le 4 mars 1848 comme partie intégrante du territoire français, l'Algérie fut organisée administrativement de la même manière que la métropole. C'est ainsi que pendant une centaine d'années, Tlemcen fut une sous-préfecture du département d'Oran jusqu'au 28 juin 1956, date à laquelle ledit département fut divisé en quatre parties, afin de répondre à l'accroissement important de la population algérienne au cours des années écoulées.
L'ancien département d'Oran fut dissous le 20 mai 1957 et ses quatre parties furent transformées en départements. Le département de Tlemcen fut donc créé à cette date, et couvrait une superficie de 8 100 km2 sur laquelle résidaient 371 956 habitants et possédait quatre sous-préfectures, Béni Saf, Maghnia, Nemours et Sebdou.
Le département de Tlemcen est maintenu après l'indépendance de l'Algérie, et devient la Wilaya de Tlemcen en 1968.

## Le département en 1957: arrondissements et communes
Cette liste des communes du département par arrondissement en 1957 est issue du décret du 20 mai 1957 « portant modification des limites départementales et création d'arrondissements en Algérie ».
Ce décret, qui organise le nord de l'Algérie en douze départements, reflète aussi la création des nouvelles communes de droit commun issues des communes mixtes dissoutes en 1956.
- Arrondissement de Tlemcen (14 communes)

Ahl-el-Ghafer ; Beni-Mester ; Beni-Ouazzane ; Eugène-Étienne ; Krean ; Les Abdellys ; Ouled-Alaa ; Ouled-Riah ; Pont-de-l'Isser ; Tlemcen ; Touririne ; Turenne ; Zelboun ; Zenata.
- Arrondissement de Béni-Saf (12 communes)

Beni-Saf ; Berkioua ; Djebel-Amara ; El-Fehoul ; Honaïne ; Lavayssière ; Montagnac ; Nadjadjra ; Ouled-Deddouche ; Ouled-Sidi-Ali-Ben-Chaib ; Oulhaça-Gheraba ; Sbaa-Chioukh.
- Arrondissement de Marnia (12 communes)

Achache ; Bab-el-Assa ; Beni-Bou-Said ; Beni-Ouassine ; Djouidat ; Kef ; Maaziz ; Marnia ; M'Sirda-Fouaga ; M'Sirda Tahta ; Port-Say ; Tameksalet.
- Arrondissement de Nemours (12 communes)

Aïn-Fettah ; Aïn-Kebira ; Beghaoun ; El-Ayoun ; El-Bor ; El-Haouanet ; Khoribat ; Nedroma ; Nemours ; Tient ; Zaouia-Sidi-ben-Amar ; Zaouiet-el-Mira.
- Arrondissement de Sebdou (15 communes)

Aïn-Ghoraba ; Aïn-Tellout ; Azail ; Beni-Smiel ; Chouly ; El-Aouedj ; El-Aricha ; Ifri ; Khemis; Lamoricière ; Magoura; Ouled-Mimoun ; Sebdou ; Sidi-Djilali ; Terni.

## Préfets
- 1956-1959 : Georges Benoît Antoine Dupoizat de Villemont
- 1959-1960 : André Mathurin Gaston Vimeney
- 1960-1962 : Alfred Diefenbacher